# Anopsicus alteriae
Anopsicus alteriae là một loài nhện trong họ Pholcidae. Loài này được phát hiện ở México.